# Nick Zinner
Pour les articles homonymes, voir Zinner.
Nick Zinner, né Nicholas Joseph Zinner le 8 décembre 1974, est le guitariste du groupe de musique new-yorkais Yeah Yeah Yeahs. Il est également photographe. 

## Biographie
Il a étudié la photographie au Bard College, dans la ville de Annandale-on-Hudson dans l'État de New York, et a exposé ses œuvres à travers trois collections, portant respectivement les noms de « No Seats on the Party Car » en 2001, « Slept in Beds » en 2003 et « I hope you are all happy now » en 2004. Il étudie également la photographie en Provence, avant de rencontrer la future chanteuse du groupe, Karen O.
Il collabore au cours de sa carrière avec de nombreux artistes, comme Bright Eyes, Scarlett Johansson ou James Iha.

## Œuvre
- 2009 : All Is Love avec Karen O pour le film Max et les Maximonstres